# Battle in Me
«Battle in Me» (в пер. с англ. Битва во мне) — сингл шотландско-американской рок-группы Garbage из их пятого студийного альбома Not Your Kind of People, вышедший 28 марта 2012 года. «Battle in Me» является ведущим синглом в Великобритании, в то время, как песня «Blood for Poppies» вышла в качестве главного сингла на международном уровне. Премьера песни состоялась 27 марта 2012 года на радиостанции BBC 6 Music, а на следующий день состоялся цифровой релиз сингла.
Также «Battle in Me» вышел ограниченным тиражом на грампластинке 21 апреля 2012 года. Позже, тиражом в 500 экземпляров, состоялся релиз сингла на специальной, красной грампластинке. Клип на песню не снят.

## Форматы и списки композиций
- Цифровая версия

1. «Battle in Me» − 4:16

- Грампластинка

1. «Battle in Me» — 4:16
2. «Blood for Poppies» — 3:40

## Релиз сингла
| Дата           | Страна         | Лейбл      | Формат               |
| -------------- | -------------- | ---------- | -------------------- |
| 28 марта 2012  | Ирландия       | Stunvolume | Цифровая дистрибуция |
| 28 марта 2012  | Великобритания | Stunvolume | Цифровая дистрибуция |
| 21 апреля 2012 | Грампластинка  | Stunvolume |                      |
| 7 мая 2012     | Форматы TBC    | Stunvolume |                      |

## Отзывы критиков
Журналист NME Ник Левин назвал сингл «блестящим» и отметил необычное звучание ударных, бас-линию, а также сравнил песню с композицией «Livin 'On A Prayer» группы Bon Jovi.